# Briefmarken-Jahrgang 1973 der Deutschen Post der DDR
Der Briefmarken-Jahrgang 1973 der Deutschen Post der Deutschen Demokratischen Republik umfasste 70 einzelne Sondermarken, zwei Briefmarkenblocks mit jeweils einer Sondermarke und einen Kleinbogen mit zusammen sechs Sondermarken. In diesem Jahr wurden vierzehn Dauermarken ausgegeben. Insgesamt erschienen 92 Motive. In diesem Jahrgang begannen drei langjährig ausgegebene Briefmarkenserien:
- Bedeutende Persönlichkeiten (1973–1989). Insgesamt erschienen 56 verschiedene Ausgaben.
- Persönlichkeiten der deutschen Arbeiterbewegung (1973–1990). Auch aus dieser Serie gab es 56 verschiedene Ausgaben.
- Die neue Dauermarkenserie Aufbau in der DDR, die die bisherigen Ausgaben Staatsratsvorsitzender Walter Ulbricht ablöste

Alle Briefmarken-Ausgaben seit 1964 sowie die 2-Mark-Werte der Dauermarkenserie Präsident Wilhelm Pieck und die bereits seit 1961 erschienene Dauermarkenserie Staatsratsvorsitzender Walter Ulbricht waren ursprünglich unbegrenzt frankaturgültig. Mit der Wiedervereinigung verloren alle Marken nach dem 2. Oktober 1990 ihre Gültigkeit.

## Liste der Ausgaben und Motive
Legende
- Bild: Eine bearbeitete Abbildung der genannten Marke. Das Verhältnis der Größe der Briefmarken zueinander ist in diesem Artikel annähernd maßstabsgerecht dargestellt. Sollten keine Marken abgebildet sein, liegt es daran, dass das Urheberrecht des Künstlers noch nicht erloschen ist.
- Beschreibung: Eine Kurzbeschreibung des Motivs und/oder des Ausgabegrundes. Bei ausgegebenen Serien oder Blocks werden die zusammengehörigen Beschreibungen mit einer Markierung versehen eingerückt.
- Wert: Der Frankaturwert der einzelnen Marke in Pfennig. Ein „+“ bedeutet, dass es sich um eine Zuschlagsmarke handelt (= Frankaturwert + Spende).
- Ausgabedatum: Das Datum des erstmaligen Verkaufs dieser Briefmarke.
- Auflage: Soweit bekannt, wird hier die zum Verkauf angebotene Anzahl dieser Ausgabe angegeben.
- Entwurf: Soweit bekannt, wird hier angegeben, von wem der Entwurf dieser Marke stammt.
- Mi.-Nr.: Diese Briefmarke wird im Michel-Katalog unter der entsprechenden Nummer gelistet.

| Bild         | Beschreibung | Wert | Ausgabe- datum (1973) | Auflage    | Entwurf              | Mi.-Nr. |
| ------------ | --- | ---- | --------------------- | ---------- | -------------------- | ------- |
| Sondermarken | |      |                       |            |                      |         |
|              | Bedeutende Persönlichkeiten (I) - Michelangelo Merisi da Caravaggio (1571–1610), Maler | 5    | 23. Jan.              | 1.900.000  | Gerhard Stauf        | 1815    |
|              | - Friedrich Wolf (1888–1953), Dramatiker und Filmautor | 10   | 23. Jan.              | 6.000.000  | Gerhard Stauf        | 1816    |
|              | - Max Reger (1873–1916), Komponist | 20   | 23. Jan.              | 6.000.000  | Gerhard Stauf        | 1817    |
|              | - Max Reinhardt (1873–1943), Theaterleiter | 25   | 23. Jan.              | 5.000.000  | Gerhard Stauf        | 1818    |
|              | - Johannes Dieckmann (1893–1969), Politiker | 35   | 23. Jan.              | 5.000.000  | Gerhard Stauf        | 1819    |
|              | Museum für Naturkunde, Berlin: Paläontologische Sammlungen - Älteste Nadelgehölze (Lebachia speciosa) | 10   | 6. Feb.               | 10.200.000 | Gerhard Voigt        | 1822    |
|              | - Karbonischer Farnsamer (Sphenopteris hollandica) | 15   | 6. Feb.               | 4.500.000  | Gerhard Voigt        | 1823    |
|              | - Flugsaurier (Pterodactylus kochi) | 20   | 6. Feb.               | 8.100.000  | Gerhard Voigt        | 1824    |
|              | - Permischer Farn (Botryopteris) | 25   | 6. Feb.               | 5.100.000  | Gerhard Voigt        | 1825    |
|              | - Urvogel (Archaeopteryx lithographica) | 35   | 6. Feb.               | 5.100.000  | Gerhard Voigt        | 1826    |
|              | - Trilobit (Odontopleura ovata) | 70   | 6. Feb.               | 1.900.000  | Gerhard Voigt        | 1827    |
|              | 500. Geburtstag von Nikolaus Kopernikus Nikolaus Kopernikus, Astronom; Titelblatt und Seite aus seinem Werk De revolutionibus                                                                                  | 70   | 13. Feb.              | 3.500.000  | Gerhard Stauf        | 1828    |
|              | Weltfestspiele der Jugend und Studenten, Berlin (I) - Fahnenblock, Weltzeituhr auf dem Alexanderplatz, Berlin                                                                                                  | 10+5 | 13. Feb.              | 10.000.000 | Manfred Gottschall   | 1829    |
|              | - Jugendliche, Friedenstaube | 25+5 | 13. Feb.              | 10.000.000 | Manfred Gottschall   | 1830    |
|              | Rennrodel-Weltmeisterschaften, Oberhof - Rennrodelbahn, Oberhof | 35   | 13. Feb.              | 6.000.000  | Lothar Grünewald     | 1831    |
|              | Leipziger Frühjahrsmesse - Exaktfeldhäcksler „E 280“ im Komplexfeldeinsatz | 10   | 6. März               | 8.000.000  | Hans Detlefsen       | 1832    |
|              | - Drehmaschine „DFS 400 NC“ für Futter- und Spitzenteile mit numerischer Steuerung | 25   | 6. März               | 5.000.000  | Hans Detlefsen       | 1833    |
|              | Geschützte Singvögel - Sommer-Goldhähnchen (Regulus ignicapillus) | 5    | 20. März              | 10.000.000 | Gerhard Voigt        | 1834    |
|              | - Bindenkreuzschnabel (Loxia leucoptera) | 10   | 20. März              | 15.000.000 | Gerhard Voigt        | 1835    |
|              | - Seidenschwanz (Bombycilla garrulus) | 15   | 20. März              | 5.000.000  | Gerhard Voigt        | 1836    |
|              | - Weißstern- und Rotstern-Blaukehlchen | 20   | 20. März              | 12.000.000 | Gerhard Voigt        | 1837    |
|              | - Stieglitz (Carduelis carduelis) | 25   | 20. März              | 6.000.000  | Gerhard Voigt        | 1838    |
|              | - Pirol (Oriolus oriolus) | 35   | 20. März              | 6.000.000  | Gerhard Voigt        | 1839    |
|              | - Gebirgsstelze (Motacilla cinerea) | 40   | 20. März              | 4.000.000  | Gerhard Voigt        | 1840    |
|              | - Mauerläufer (Tichodroma muraria) | 50   | 20. März              | 2.000.000  | Gerhard Voigt        | 1841    |
|              | Vereinigter Schienenfahrzeugbau - Elektrolokomotive BR 211 | 5    | 22. Mai               | 5.100.000  | Detlef Glinski       | 1844    |
|              | - Maschinenkühlwagen MK 4, 21m | 10   | 22. Mai               | 7.200.000  | Detlef Glinski       | 1845    |
|              | - Weitstrecken-Personenwagen Typ 47 D/k | 20   | 22. Mai               | 6.000.000  | Detlef Glinski       | 1846    |
|              | - Spezialgüterwagen | 25   | 22. Mai               | 6.000.000  | Detlef Glinski       | 1847    |
|              | - Doppelstock-Standard-Sitzwagen | 35   | 22. Mai               | 5.100.000  | Detlef Glinski       | 1848    |
|              | - Reisezugwagen Typ Y/B70 | 85   | 22. Mai               | 1.900.000  | Detlef Glinski       | 1849    |
|              | Bedeutende Theaterinszenierungen - „König Lear“, Tragödie von William Shakespeare, Inszenierung von Wolfgang Langhoff am Deutschen Theater Berlin                                                              | 10   | 29. Mai               | 8.100.000  | Lothar Grünewald     | 1850    |
|              | - „Ein Sommernachtstraum“, Oper von Benjamin Britten nach William Shakespeare, Inszenierung von Walter Felsenstein an der Komischen Oper in Berlin                                                             | 25   | 29. Mai               | 6.000.000  | Lothar Grünewald     | 1851    |
|              | - „Mutter Courage“,Schauspiel von Bertolt Brecht; Inszenierung von Bertolt Brecht und Erich Engel am Berliner Ensemble                                                                                         | 35   | 29. Mai               | 1.900.000  | Lothar Grünewald     | 1852    |
|              | Persönlichkeiten der deutschen Arbeiterbewegung (I) Hermann Matern (1893–1971), Partei- und Staatsfunktionär                                                                                                   | 40   | 8. Jan.               | 5.000.000  | Gerhard Stauf        | 1855    |
|              | Historische Gedenkstätten in Weimar - Johann Wolfgang von Goethe, Dichter; Goethehaus | 10   | 26. Juni              | 15.000.000 | Dietrich Dorfstecher | 1856    |
|              | - Christoph Martin Wieland, Dichter; Wielandhaus (Oßmannstedt) | 15   | 26. Juni              | 5.000.000  | Dietrich Dorfstecher | 1857    |
|              | - Friedrich Schiller, Dichter; Schillerhaus | 20   | 26. Juni              | 13.000.000 | Dietrich Dorfstecher | 1858    |
|              | - Johann Gottfried Herder, Schriftsteller, Philosoph und Theologe; Herderhaus | 25   | 26. Juni              | 6.000.000  | Dietrich Dorfstecher | 1859    |
|              | - Lucas Cranach der Ältere, Maler und Zeichner; Cranachhaus | 35   | 26. Juni              | 5.000.000  | Dietrich Dorfstecher | 1860    |
|              | - Franz Liszt, Komponist; Liszthaus | 50   | 26. Juni              | 1.900.000  | Dietrich Dorfstecher | 1861    |
|              | Weltfestspiele der Jugend und Studenten, Berlin (II) - Feuerwerk, Fernseh- und UKW-Turm, Weltzeituhr, Berlin                                                                                                   | 5    | 3. Juli               | 7.000.000  | Manfred Gottschall   | 1862    |
|              | - Asiate und Europäer, Buch, Gittermast | 15   | 3. Juli               | 5.000.000  | Manfred Gottschall   | 1863    |
|              | - Bauarbeiter, Erdölleitung, Isolatoren | 20   | 3. Juli               | 7.000.000  | Manfred Gottschall   | 1864    |
|              | - Afrikaner und Europäer, Glaskolben, Staudamm | 30   | 3. Juli               | 3.000.000  | Manfred Gottschall   | 1865    |
|              | - Emblem des Weltbundes der Demokratischen Jugend und des Weltstudentenbundes | 35   | 3. Juli               | 5.000.000  | Manfred Gottschall   | 1866    |
|              | Weltfestspiele der Jugend und Studenten, Berlin (III) Diese Marke wurde als Briefmarkenblock ausgegeben: - Brandenburger Tor, Berlin und Emblem der Spiele                                                     | 50   | 26. Juli              | 3.500.000  | Hans Detlefsen       | 1867    |
|              | Tod von Walter Ulbricht Gleiches Motiv in Schwarz wie die Dauermarkenserie „Staatsratsvorsitzender Walter Ulbricht“ Walter Ulbricht, erster Vorsitzender des Staatsrates der DDR                               | 20   | 8. Aug.               | 5.000.000  | Karl Wolf            | 1870    |
|              | 10 Jahre Vereinigte Energiesysteme „Frieden“ Energieverbundnetz der sozialistischen Länder, Hochspannungsmast                                                                                                  | 35   | 14. Aug.              | 4.500.000  | Hans Detlefsen       | 1871    |
|              | Leipziger Herbstmesse - EXPOVITA, Ausstellung von Geräten zur Freizeitgestaltung | 10   | 28. Aug.              | 7.000.000  | Manfred Gottschall   | 1872    |
|              | - EXPOVITA, Ausstellung von Geräten zur Freizeitgestaltung | 25   | 28. Aug.              | 5.000.000  | Manfred Gottschall   | 1873    |
|              | 20 Jahre Kampfgruppen - Angehöriger und Abzeichen der Kampfgruppen | 10   | 11. Sep.              | 6.000.000  | Joachim Rieß         | 1874    |
|              | - Angehörige der Kampfgruppen, Brandenburger Tor, Berlin | 20   | 11. Sep.              | 6.000.000  | Joachim Rieß         | 1875    |
|              | Diese Marke wurde als Briefmarkenblock ausgegeben: - Angehöriger des Roten Frontkämpferbundes, der Internationalen Brigaden in Spanien und der Kampfgruppen                                                    | 50   | 11. Sep.              | 2.200.000  | Joachim Rieß         | 1876    |
|              | 15 Jahre Zeitschrift „Probleme des Friedens und des Sozialismus“ Stilisierte Erdkugel, Rote Fahne | 20   | 11. Sep.              | 6.000.000  | Joachim Rieß         | 1877    |
|              | Internationale Mahn- und Gedenkstätten Mahnmal in der Mahn- und Gedenkstätte Langenstein-Zwieberge | 25   | 18. Sep.              | 4.000.000  | Hans Detlefsen       | 1878    |
|              | Aufnahme in der Vereinten Nationen UNO-Gebäude, New York; UNO-Emblem; Staatswappen der DDR | 35   | 19. Sep.              | 8.000.000  | Manfred Gottschall   | 1883    |
|              | 3. Briefmarkenausstellung junger Philatelisten der DDR, Halle „Junges Paar“; Gemälde von Günter Glombitza | 20+5 | 4. Okt.               | 4.500.000  | Manfred Gottschall   | 1884    |
|              | Weltgewerkschaftskongress, Warna Emblem des Weltgewerkschaftsbundes (WGB) | 35   | 11. Okt.              | 4.500.000  | Hans Detlefsen       | 1885    |
|              | Unbesiegbares Vietnam (VII) Kindergesicht, Symbole des Aufbaus | 10+5 | 11. Okt.              | 5.000.000  | Manfred Gottschall   | 1886    |
|              | Tage der sowjetischen Wissenschaft und Technik in der DDR - Raketenstart | 10   | 23. Okt.              | 8.000.000  | Manfred Gottschall   | 1887    |
|              | - Karte der UdSSR, Hammer und Sichel | 20   | 23. Okt.              | 6.000.000  | Gerhard Pröbrock     | 1888    |
|              | - Erdöldestillationswerk Rjasan | 25   | 23. Okt.              | 1.900.000  | Manfred Gottschall   | 1889    |
|              | Solidarität mit dem chilenischen Volk - Luis Corvalan, chilenischer Arbeiterführer | 10+5 | 5. Nov.               | 5.000.000  | Joachim Rieß         | 1890    |
|              | - Salvador Allende, Präsident Chiles | 25+5 | 5. Nov.               | 5.000.000  | Joachim Rieß         | 1891    |
|              | Staatliche Kunstsammlungen Dresden, Galerie Alte Meister: Gemälde - Kind mit Puppe; von Christian Leberecht Vogel                                                                                              | 10   | 13. Nov.              | 13.000.000 | Horst Naumann        | 1892    |
|              | - Madonna mit der Rose; von Parmigianino | 15   | 13. Nov.              | 4.500.000  | Horst Naumann        | 1893    |
|              | - Frau mit geflochtenem blondem Haar; von Peter Paul Rubens | 20   | 13. Nov.              | 8.000.000  | Horst Naumann        | 1894    |
|              | - Dame in Weiß; von Tizian | 25   | 13. Nov.              | 5.000.000  | Horst Naumann        | 1895    |
|              | - Archimedes; von Domenico Fetti | 35   | 13. Nov.              | 4.500.000  | Horst Naumann        | 1896    |
|              | - Ein Blumenstrauß mit blauer Schwertlilie; von Jan Davidsz. de Heem | 70   | 13. Nov.              | 1.900.000  | Horst Naumann        | 1897    |
|              | 25. Jahrestag der Erklärung der Menschenrechte durch die UNO Emblem | 35   | 20. Nov.              | 5.100.000  | Dietrich Dorfstecher | 1898    |
|              | Märchen (VIIII): Auf des Hechtes Geheiß Diese und die folgenden fünf Marken wurden zusammen als Kleinbogen ausgegeben: Russisches Volks-Wintermärchen, überarbeitet von Alexei Tolstoi - Szene aus dem Märchen | 5    | 4. Dez.               | 2.000.000  | Gerhard Bläser       | 1901    |
|              | - Szene aus dem Märchen | 10   | 4. Dez.               | 2.000.000  | Gerhard Bläser       | 1902    |
|              | - Szene aus dem Märchen | 15   | 4. Dez.               | 2.000.000  | Gerhard Bläser       | 1903    |
|              | - Szene aus dem Märchen | 20   | 4. Dez.               | 2.000.000  | Gerhard Bläser       | 1904    |
|              | - Szene aus dem Märchen | 25   | 4. Dez.               | 2.000.000  | Gerhard Bläser       | 1905    |
|              | - Szene aus dem Märchen | 35   | 4. Dez.               | 2.000.000  | Gerhard Bläser       | 1906    |
| Dauermarken  | |      |                       |            |                      |         |
|              | Aufbau in der DDR, Großformat (I) - Lenindenkmal, Wohnhochhaus, Berlin | 20   | 23. Jan.              | unbekannt  | Manfred Gottschall   | 1820    |
|              | - Karl-Marx-Monument vor Neubauten, Karl-Marx-Stadt | 35   | 23. Jan.              | unbekannt  | Manfred Gottschall   | 1821    |
|              | Aufbau in der DDR, Großformat (II) - Pelikan, Alfred-Brehm-Haus, Tierpark Berlin | 5    | 10. Apr.              | unbekannt  | Manfred Gottschall   | 1842    |
|              | - Neptunbrunnen und Wohnhochhaus, Rathausstrasse, Berlin | 10   | 10. Apr.              | unbekannt  | Manfred Gottschall   | 1843    |
|              | Aufbau in der DDR, Großformat (III) - Neubauten auf der Fischerinsel, Berlin | 15   | 13. Juni              | unbekannt  | Manfred Gottschall   | 1853    |
|              | - Alexanderplatz, Berlin | 25   | 13. Juni              | unbekannt  | Manfred Gottschall   | 1854    |
|              | Aufbau in der DDR, Kleinformat (I) - Neptunbrunnen und Wohnhochhaus, Rathausstrasse, Berlin | 10   | 26. Juli              | unbekannt  | Manfred Gottschall   | 1868    |
|              | - Lenindenkmal, Wohnhochhaus, Berlin | 20   | 26. Juli              | unbekannt  | Manfred Gottschall   | 1869    |
|              | Aufbau in der DDR, Großformat (IV) - Brandenburger Tor, Berlin | 40   | 18. Sep.              | unbekannt  | Manfred Gottschall   | 1879    |
|              | - Neue Wache, Berlin | 50   | 18. Sep.              | unbekannt  | Manfred Gottschall   | 1880    |
|              | - Altes Rathaus und Wohnhochhaus, Wintergartenstrasse, Leipzig | 70   | 18. Sep.              | unbekannt  | Manfred Gottschall   | 1881    |
|              | - Sowjetisches Ehrenmal, Berlin-Treptow | 1 M  | 18. Sep.              | unbekannt  | Manfred Gottschall   | 1882    |
|              | Aufbau in der DDR, Großformat (V) - Denkmal auf dem Ernst-Thälmann-Platz, Neubauten, Halle (Saale) | 30   | 20. Nov.              | unbekannt  | Manfred Gottschall   | 1899    |
|              | - Staatswappen | 2 M  | 20. Nov.              | unbekannt  | Manfred Gottschall   | 1900    |